# Kathedraal van Évora

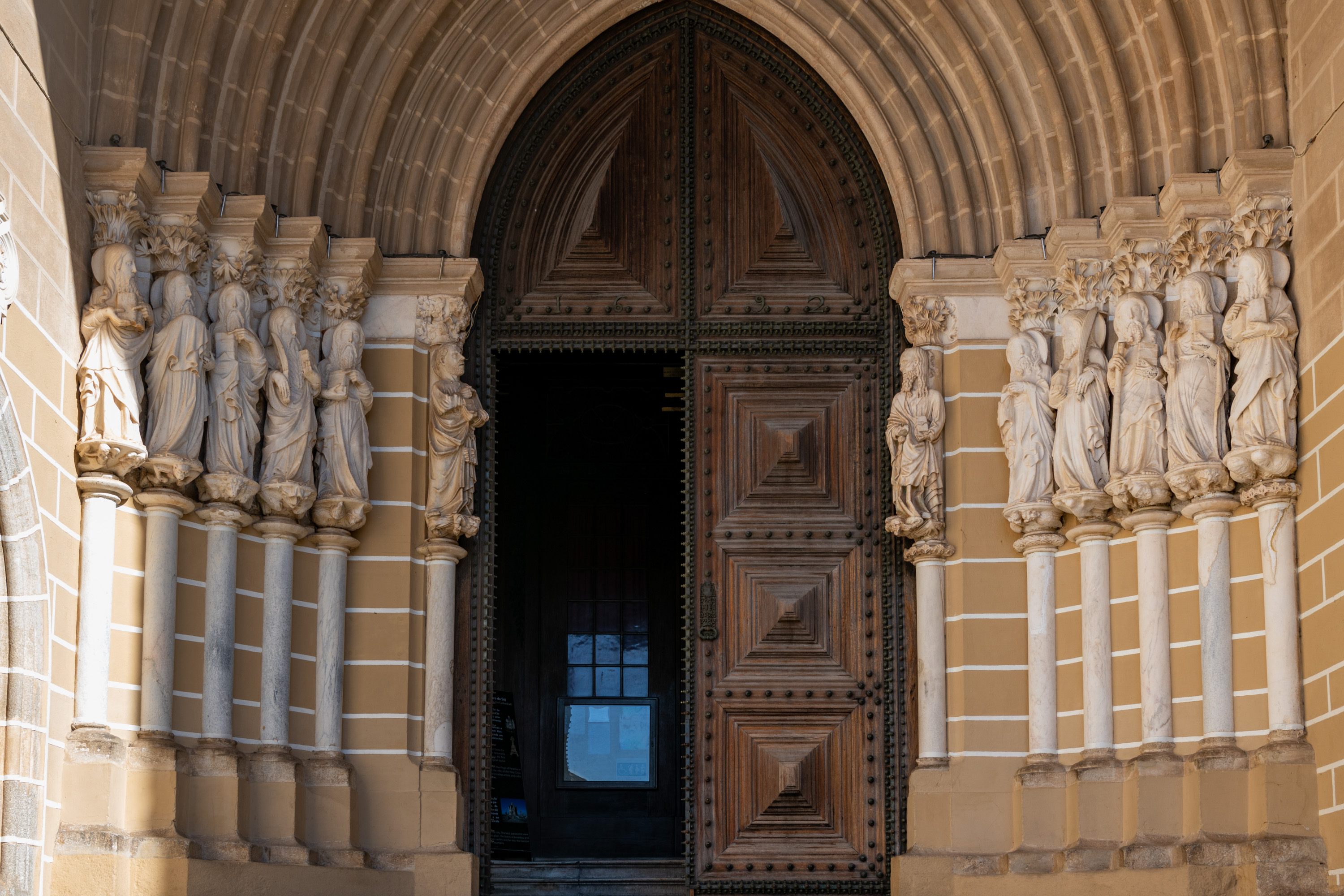
Hoofdingang met beelden van de apostelen

De Kathedraal van Évora (Portugees:Sé de Évora) is een rooms-katholieke kerk in de stad Évora, Portugal. Het is een van de oudste en belangrijkste plaatselijke monumenten, gelegen op het hoogste punt van de stad. De in gotische en barokke stijl gebouwde kathedraal maakt deel uit van het historische stadscentrum, en is de zetel van het aartsbisdom Évora.
In 1910 werd het gebouw aangewezen als Portugees Nationaal Monument en in 1986 als World Heritage Site door de UNESCO. In 1929 verkreeg de kathedraal van paus Pius XI de titel van Basilica minor.

## Geschiedenis
Évora werd in 1166 op de Arabieren heroverd door Geraldo Sem Pavor (Gerald Zondervrees). Kort erna begon het christelijk bestuur van de stad met het bouwen van de kathedraal, gewijd aan de maagd Maria. De eerste kerk, gebouwd vanaf 1186 en ingewijd in 1204, was van bescheiden omvang en werd gebouwd in romaanse stijl. De kerk werd vergroot tussen 1280 en 1340, deze keer in vroeggotische stijl. Het gebouw verkreeg in de loop van de tijd nog enkele belangrijke toevoegingen, zoals het gotisch klooster in de 14e eeuw, de kapel van Esporão in manuelstijl (begin 16e eeuw) en een nieuw koor in barokke stijl in de eerste helft van de 18e eeuw. Het is de grootste middeleeuwse kathedraal van Portugal, en een voorbeeld van gotische architectuur.
Algemeen wordt aangenomen dat de vlaggen van de vloot van Vasco da Gama, voor zijn eerste expeditie naar de Oriënt, in 1497 gezegend werden in het koor van de kathedraal. Vasco da Gama heeft in Évora gewoond, in het palácio dat zijn naam draagt.
De belangrijkste historische persoon, die met de kathedraal in verband kan worden gebracht, was Hendrik van Portugal (1512–1580), die tegelijk aartsbisschop en kardinaal van Évora en koning van Portugal was. Kardinaal Hendrik, die de broer was van koning Johan III van Portugal, moest Sebastiaan van Portugal in 1578 als koning opvolgen, nadat deze was omgekomen in een veldslag in Marokko. De kardinaal-koning regeerde twee jaar, van 1578 tot 1580.
In de 16e en 17e eeuw was de kathedraal de thuisbasis van de School van Évora, die op het gebied van de polyfonie een belangrijke rol speelde in de muziekgeschiedenis van Portugal. Aan de kathedraal gerelateerde componisten zijn onder andere Mateus de Aranda en Manoel Mendes en zijn leerlingen Duarte Lobo en Felipe de Magelhães.
Tussen 1936 en 1950 werd door het voormalige Direcção Geral de Edifícios e Monumentos Nacionais een restauratieplan opgesteld, waarbij middeleeuwse structuren werden gerehabiliteerd en enkele wijzigingen uit de 18e eeuw ongedaan werden gemaakt. In 2003 werd gestart met een conservatieprogramma, omdat de kerk is gebouwd van verschillende soorten graniet, die zich in de loop van eeuwen op verschillende wijze hebben ontwikkeld en defecten deden ontstaan.

## Architectuur

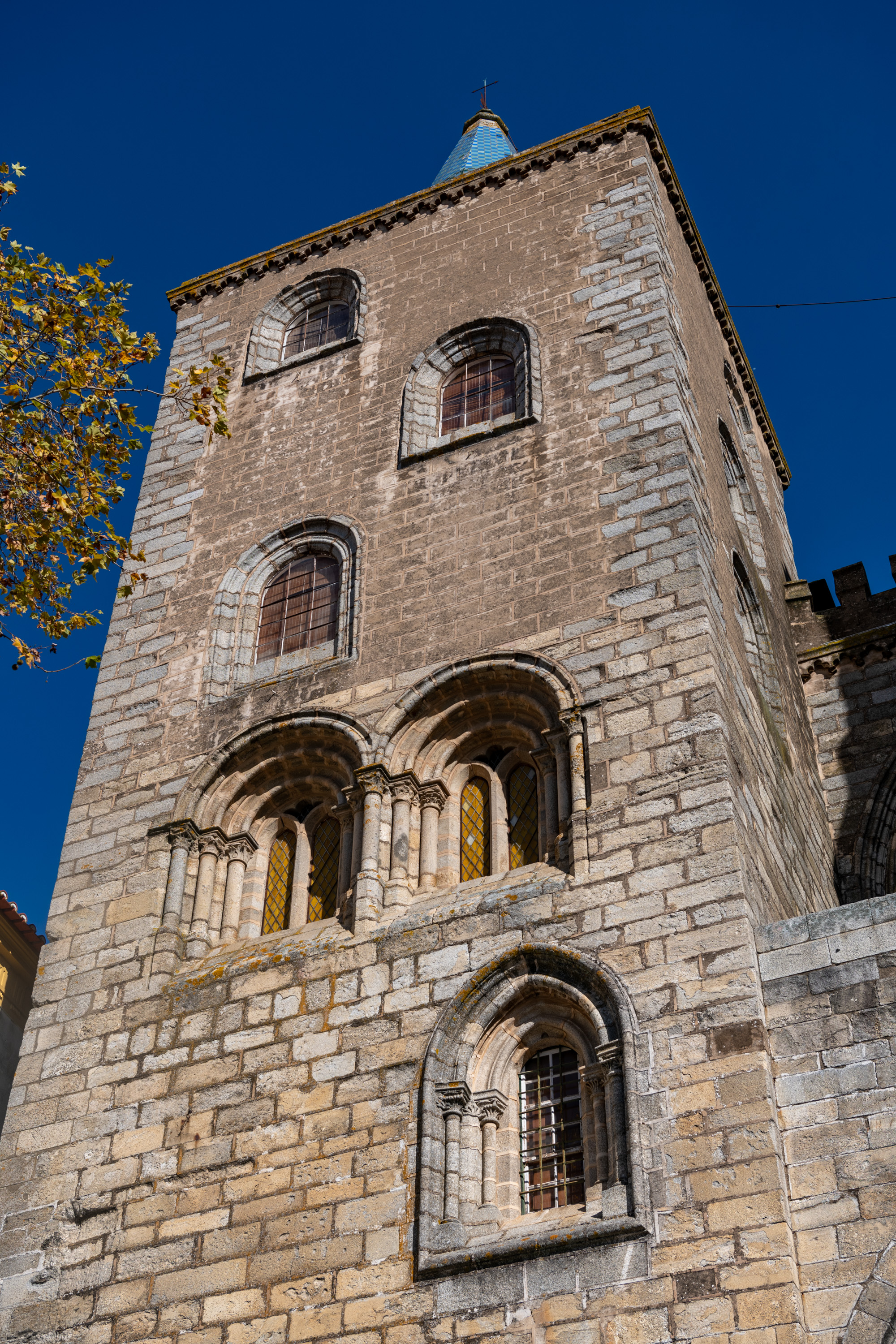
Noordelijke toren

De kathedraal van Évora, die grotendeels werd gebouwd tussen 1280 en 1340, werd ontworpen conform de plattegrond van de kathedraal van Lissabon. Deze kathedraal werd in de tweede helft van de 12e eeuw gebouwd in romaanse stijl. De bouwers (van Evora) ontwierpen een basiliek in de vorm van een Latijns kruis met een driebeukig schip en een transept. De middenbeuk van het schip is hoger dan de twee zijbeuken; er is een triforium (galerij met arcaden boven de middenbeuk), en een hoofdkapel of koor aan het oostelijk uiteinde. De kruising is overdekt met een koepel ondersteund door pendentieven, daarboven een achthoekige vieringtoren. De beide transeptarmen worden verlicht door gotische roosvensters, een met de morgenster en de andere met een mystieke roos. Het gebouw heeft een lengte van 70 meter.
Het middenschip telt 7 traveeën en is overdekt met een spitstongewelf. De binnenruimte wordt geaccentueerd door het gebruik van witte cement op de muren, pilaren en gewelven. 
De voorgevel van de kathedraal, gebouwd met roze graniet, lijkt op die van de kathedraal van Lissabon. De twee ongelijke torens werden in de 16e eeuw voltooid. De noordelijke toren, met grote ramen op verschillende niveaus, heeft een kegelvormige spits gedekt met azulejos. De zuidtoren is voorzien van een uurwerk en luidklokken, en heeft een spits omringd met torentjes. De torens flankeren de narthex waarin zich de hoofdingang bevindt. Boven de narthex is in de muur een groot gotisch raam met maaswerk aangebracht, dat het interieur verlicht. Zoals andere Portugese kerken uit die tijd, zijn de buitenmuren van de kathedraal van Évora gedecoreerd met kantelen, kraaggewelven en consoles.
De vieringtoren boven de kruising is opvallend. Door een rij vensters in de toren wordt het transept voorzien van lichtinval. De spits ervan wordt omringd door zes hoektorens, die elk een kopie in miniatuur zijn van de toren zelf. Het ontwerp van de toren doet denken aan dat van de kathedraal van Zamora, en de Torre del Gallo van de oude kathedraal van Salamanca.
Het hoofdportaal met een zevental parallelle spitsbogen wordt gezien als een meesterwerk van Portugees gotisch beeldhouwwerk. De marmeren bas-relief beelden op de zuilen die de ingang flankeren, zijn gemaakt in de jaren 1330, mogelijk door de beeldhouwers Meester Pero (Mestre Pero) en Telo Garcia. De beelden stellen de apostelen voor. Dergelijke vrijstaande gotische beelden zijn in Portugal vrij zeldzaam; vaker zijn ze te zien bij grafmonumenten.

## Interieur
In de eerste twee traveeën vanaf de ingang is boven de middenbeuk een koor in manuelstijl aanwezig, ontworpen door architect Diogo de Arruda (begin 16e eeuw), met verfijnde gotische gewelven. Dit zogenoemde hoge koor is voorzien van eikenhouten koorbanken en een kandelaar. Dit koormeubilair is rond 1562 bewerkt in maniërismestijl door houtsnijders uit Antwerpen. Het meubilair is gedecoreerd met mythologische reliëfs en scènes uit het hofleven, jachtpartijen en het landelijke leven. Het hoge koor wordt verlicht door het venster tussen de twee torens. Nabij de ingang bevindt zich een orgel dat dateert uit ongeveer 1544 en nog steeds in gebruik is. Links van de ingang ligt de doopkapel, met azulejos uit de 18e en een smeedijzeren traliehek uit de 16e eeuw; de kapel is gedecoreerd met een fresco voorstellend de doop van Jezus. 
In de middenbeuk bevindt zich een altaar in barokke stijl met een veelkleurig beeld van de zwangere maagd Maria (Nossa Senhora do O) uit de 15e eeuw; daartegenover een houten beeld in renaissancestijl van de aartsengel Gabriël.

## Kapellen

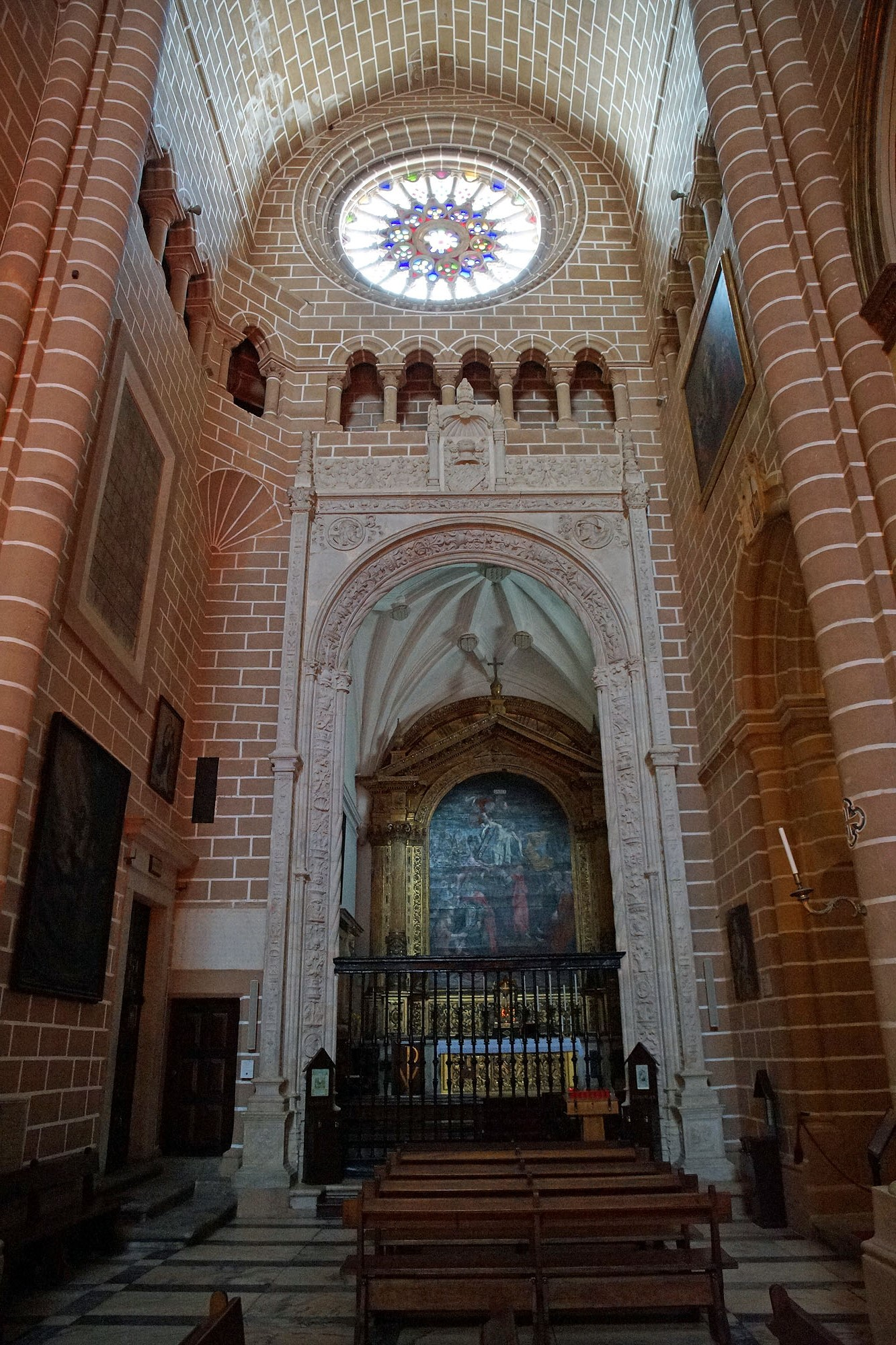
Capela do Esporão in het transept

### Hoofdkapel
De hoofdkapel, gewoonlijk aangeduid als het priesterkoor, werd in 1718 afgebroken op last van koning Johan V van Portugal en herbouwd door de Duitse architect Johann Friedrich Ludwig (João Frederico Ludovice), die daarvoor al het paleis van Mafra had ontworpen. De stijl die de koning en zijn architect prefereerden, romaans barok, betekende een overdaad aan marmer met verschillende kleuren (groen marmer geïmporteerd uit Italië, wit uit Estremoz, rood en zwart uit Sintra); ook het altaar heeft een kleur. Hoewel deze stijl minder goed aansluit bij het middeleeuwse interieur van de kerk, is de kapel een barok meesterwerk geworden. Het hoogaltaar is voorzien van sculpturen van de Italiaan Antonio Bellini. De Portugese beeldhouwer Manuel Dias maakte de crucifix boven het altaar.
De 13 panelen van het oorspronkelijk geschilderde Vlaamse retabel van het koor zijn te bezichtigen in het museum van Évora. Het retabel werd rond het jaar 1500 in Brugge besteld door bisschop Alfonso van Portugal.

### Transeptkapellen
Elke transeptarm biedt plaats aan een kapel. De Capela do Esporão (ook bekend als de kapel van Nossa Senhora da Piedade) in het noordelijk transept werd in de jaren 1520 herbouwd in manuelstijl. De herbouw vond plaats in opdracht van de kasteelheer van Esporão, João Mendes de Vasconcelos. De kapel heeft een marmeren portaal bewerkt in platerescostijl, daarachter een altaar met op het retabel een schilderij van de kruisafname (circa 1620); erboven gotische gewelven. 

De kapel in het zuidelijk transept biedt plaats aan de tombe van de humanist André de Resende (16e eeuw). In de transeptkapellen liggen eveneens begraven João Mendes de Vasconcelos, gouverneur van Luanda tijdens de regering van koning Emanuel I van Portugal, en Álvaro da Costa, boodschapper en wapensmid van koning Emanuel I.

### Zijkapellen
Aan beide zijden van de hoofdkapel bevindt zich nog een kleine kapel. De kapel aan de rechterkant is voorzien van vier gekleurde houten beelden en van verguld houtsnijwerk en andere decoraties. De kapel aan de linkerkant is ingericht met snijwerk grotendeels in donkerbruine houtkleur en heeft een verguld altaarretabel.

## Kloostergang

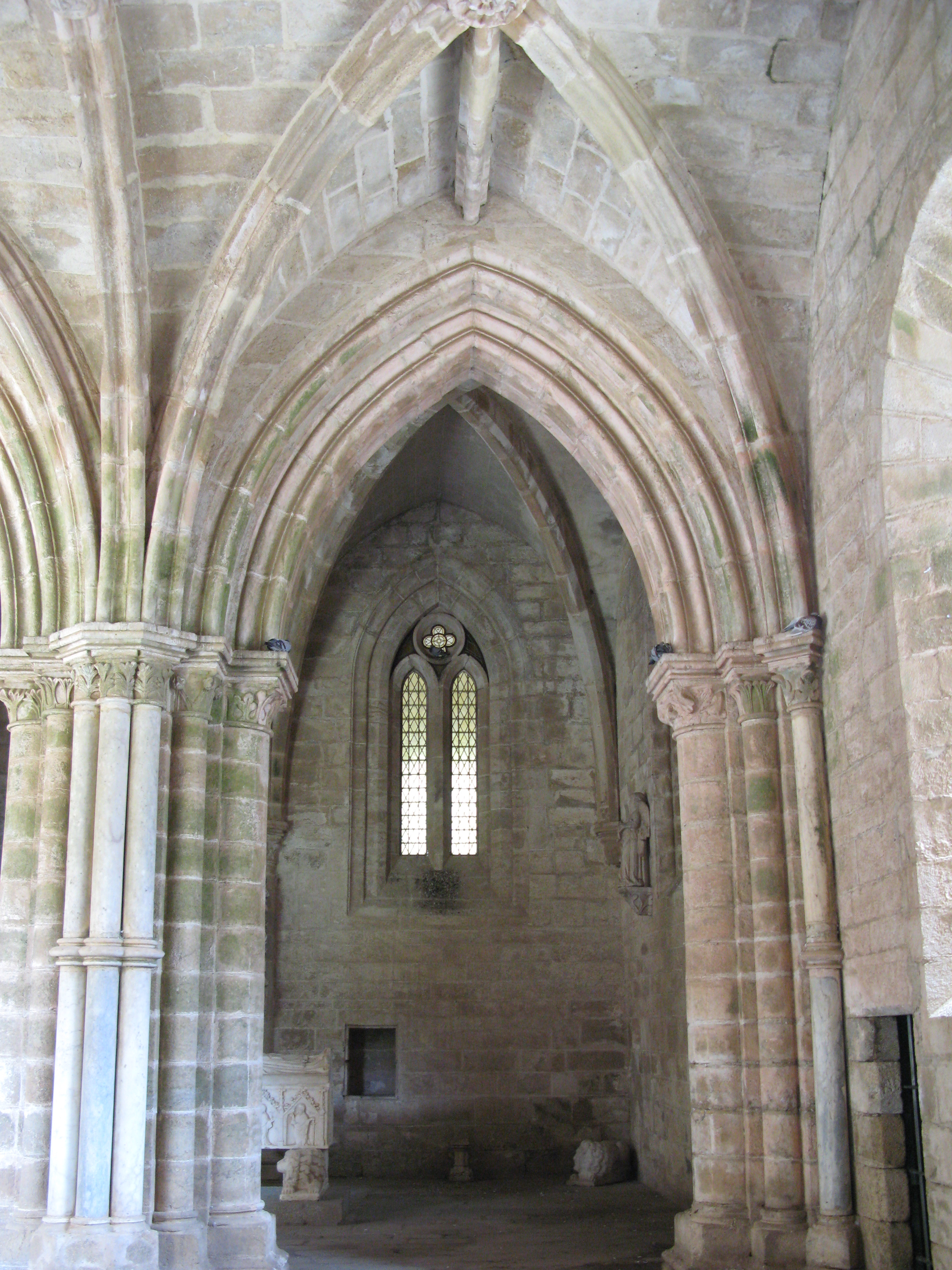
Kapel van Don Pedro

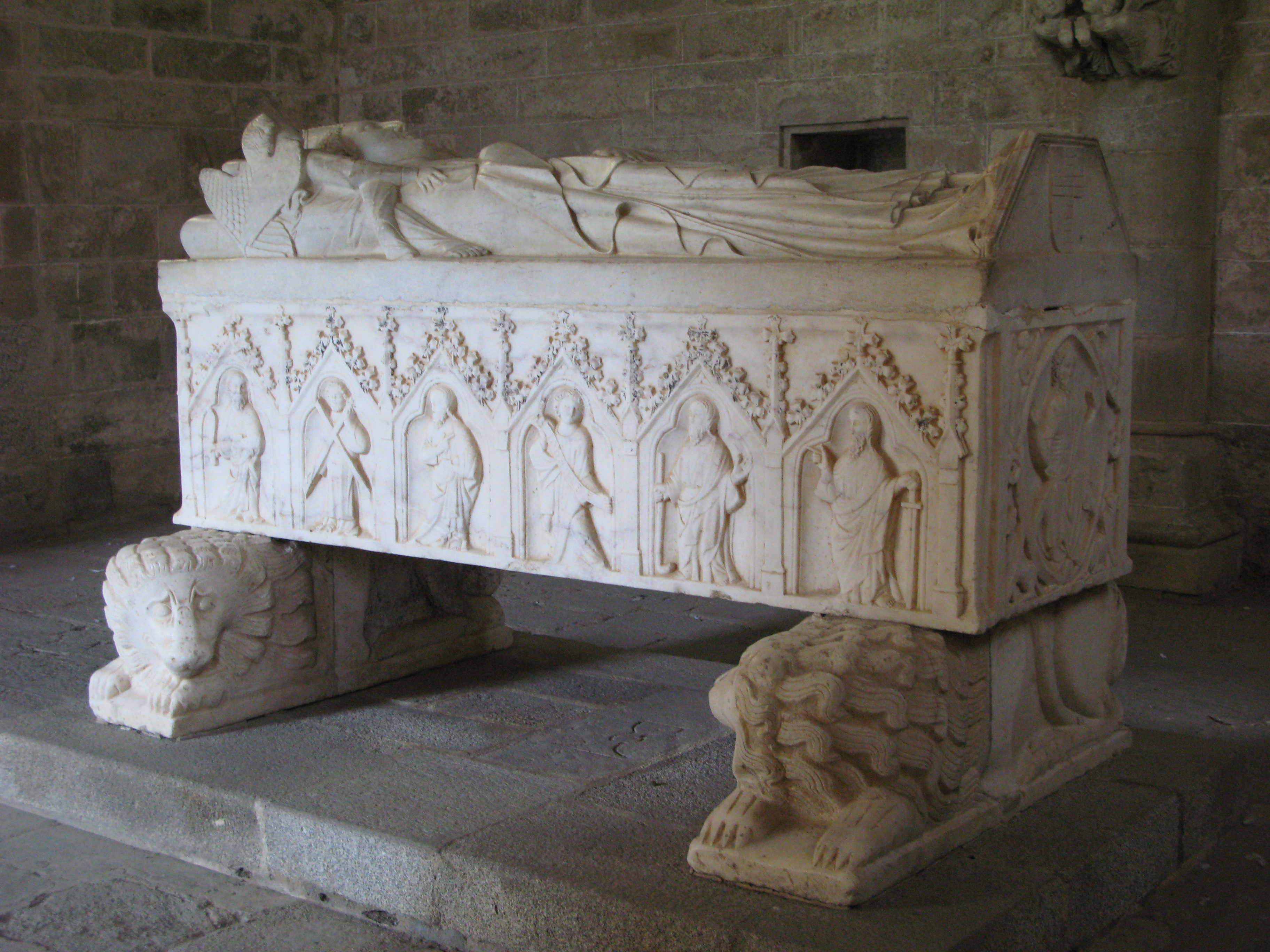
Tombe van Don Pedro

In de kloostergang die tussen 1323 en 1340 aan de zuidzijde van de kerk is gebouwd, staan op de vier hoeken beelden van de evangelisten. De gotische kloostergang, gebouwd in opdracht van bisschop Don Pedro, is verrijkt met rozetten met verschillende versieringen. De zesdelige kruisribgewelven zijn van graniet.
In de kloostergang bevindt zich ook de grafkapel met de tombe van bisschop Pedro, met de liggende figuur van de bisschop, een beeld van de aartsengel Gabriël en een van Maria. In de zuidvleugel van het klooster staan tombes van de aartsbisschoppen van Évora, die stierven in de 20e eeuw.

## Schatkamer
In de schatkamer zijn te zien:
- Een 30 cm hoog ivoren Maria-beeld dat geopend kan worden en dan als drieluik negen kaders laat zien met taferelen uit het leven van Maria. Het is een Frans kunstwerk uit de 13e eeuw. Het hoofd is niet meer het originele, maar een in de 16e eeuw vervaardigd substituut.
- De staf van verguld zilver van kardinaal-koning Hendrik van Portugal, 16e-eeuwse edelsmeedkunst.
- Een kruisbeeld van verguld zilver met een relikwie dat fragmenten van het kruis van Jezus zou bevatten, versierd met 840 diamanten, 402 robijnen, 180 smaragden, twee saffieren, een oosterse hyacint en een camee.
- Een aantal priestergewaden uit de 17e en 18e eeuw.
- Een kazuifel uit de 16e eeuw.
- Een kelk van geëmailleerd goud uit de 16e eeuw met bas-reliëf.

Voorts zijn er een aantal schilderijen te zien van onder andere de Portugese renaissance-schilders Gregório Lopes, Cristóvão de Figueiredo en Garcia Fernandes.

## Afbeeldingen

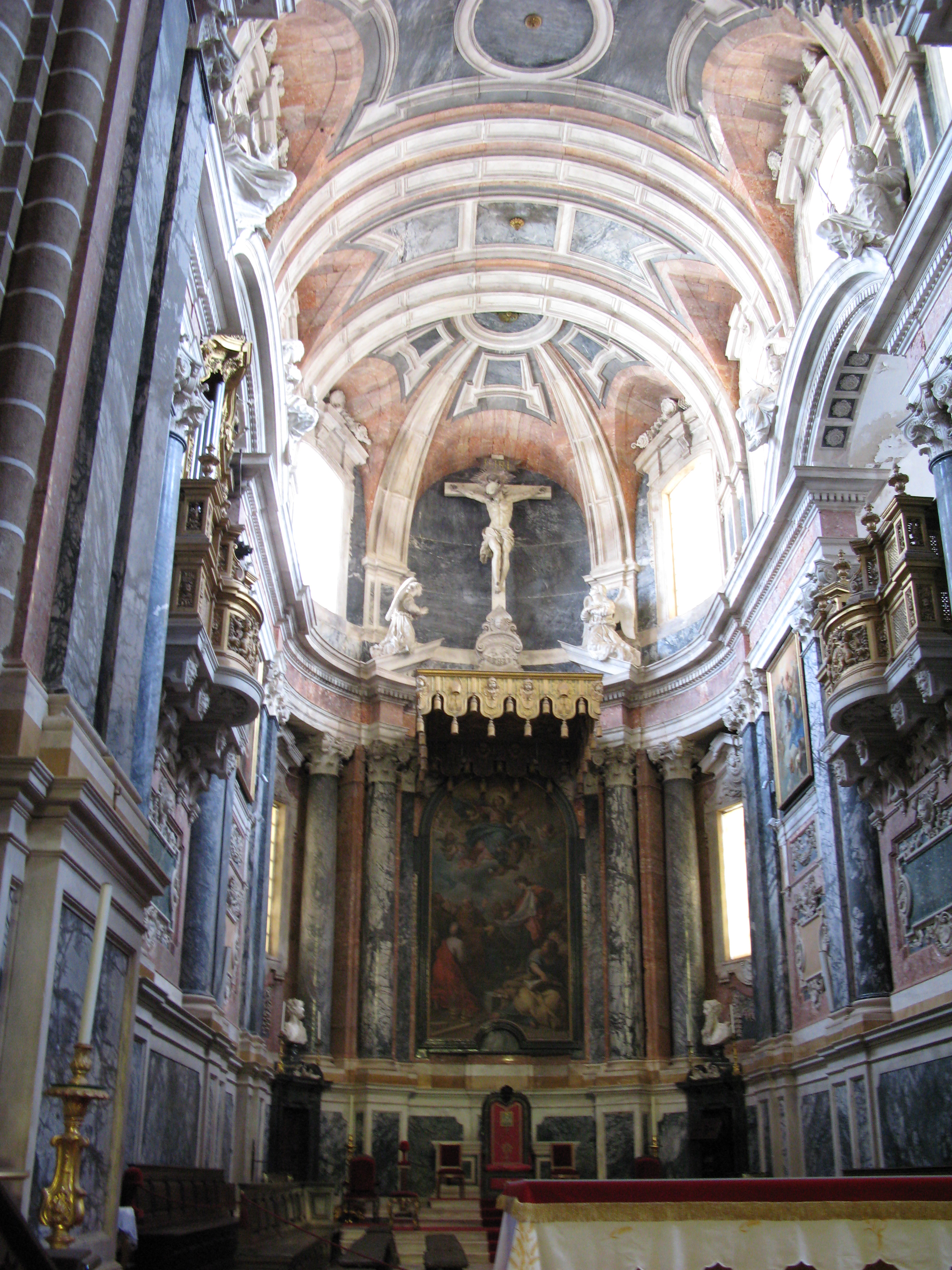
Hoofdkapel, herbouwd door Ludwig
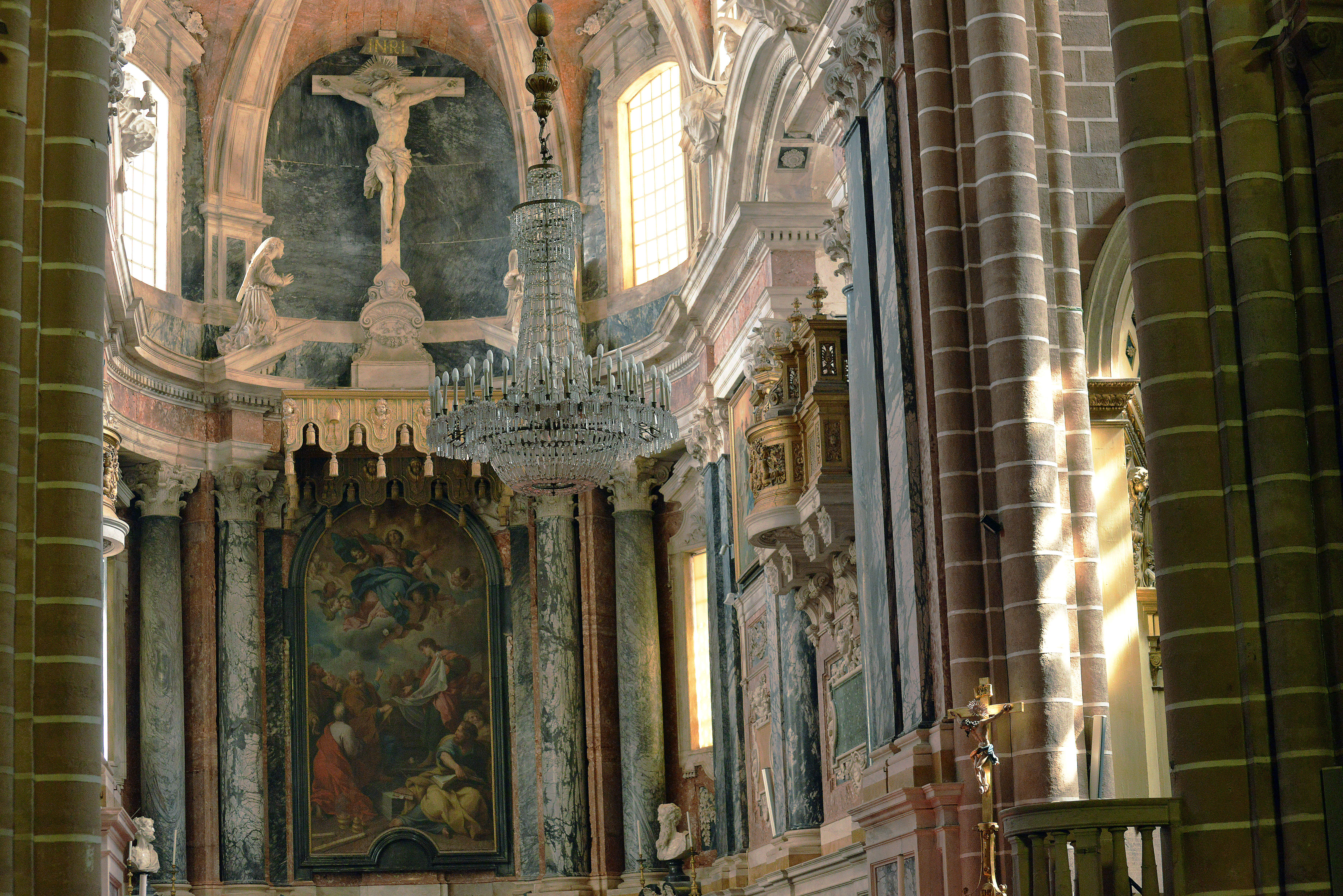
Hoofdkapel, detail
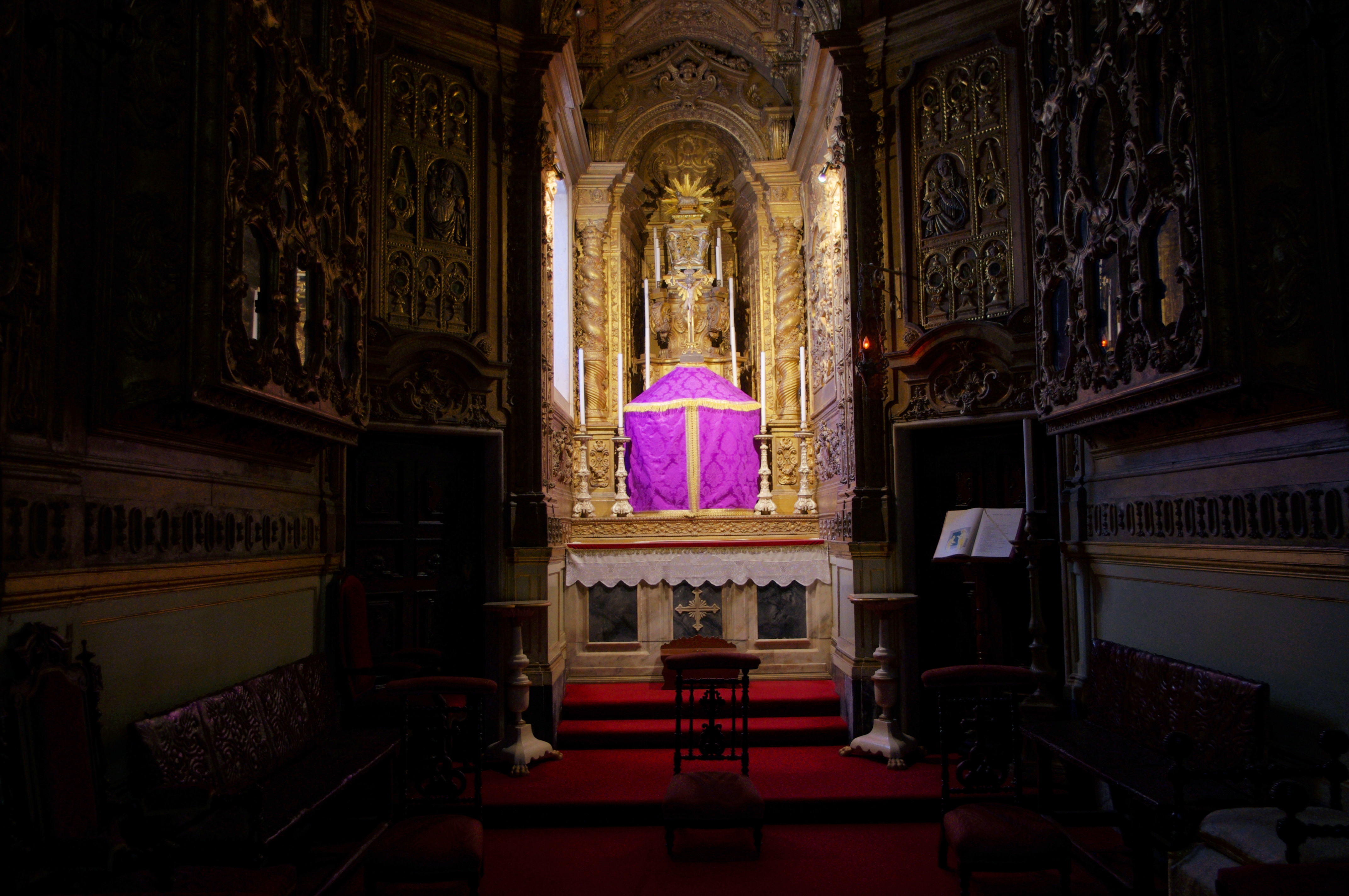
Linker zijkapel naast de hoofdkapel
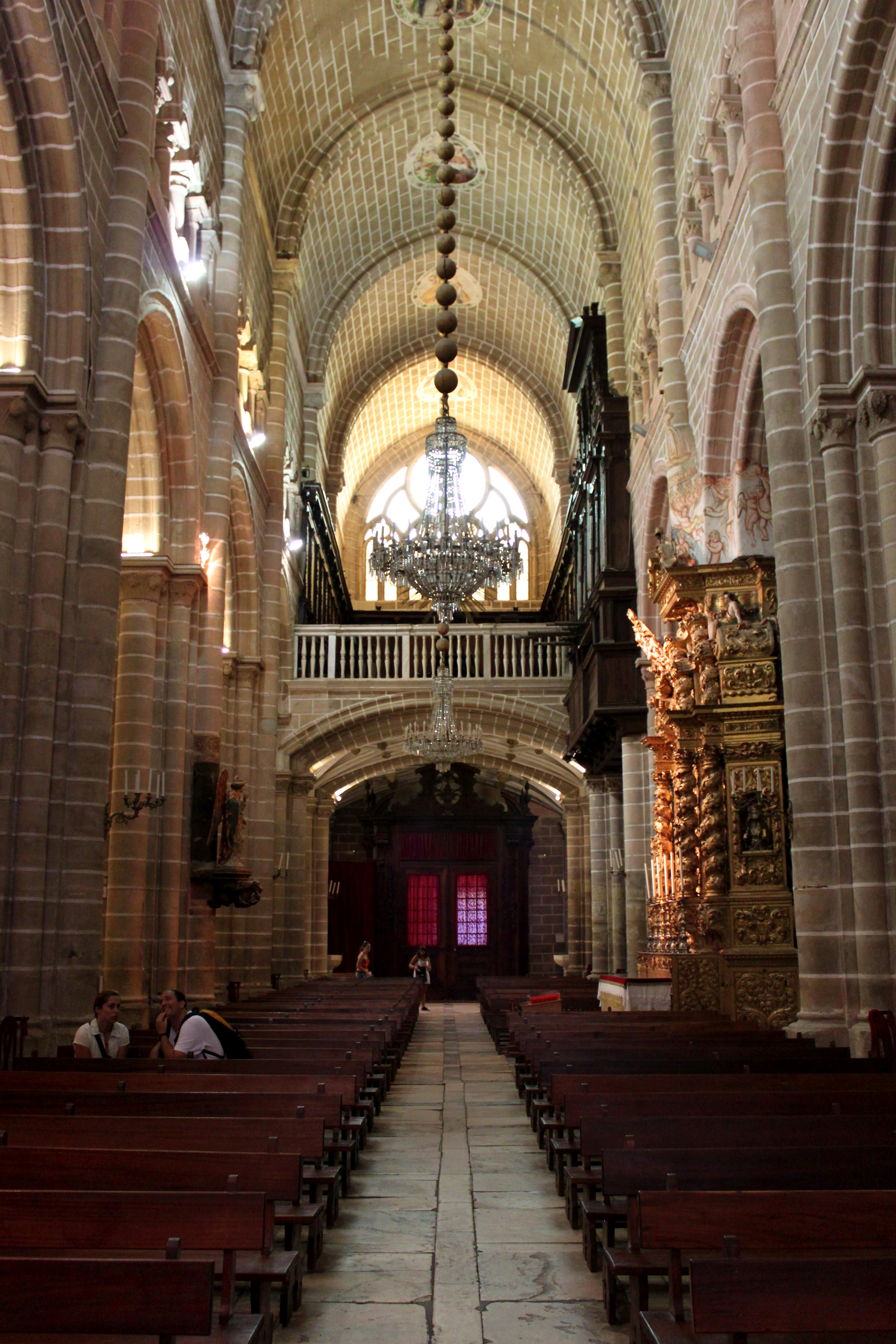
Middenbeuk gezien richting portaal, met hoge koor erboven
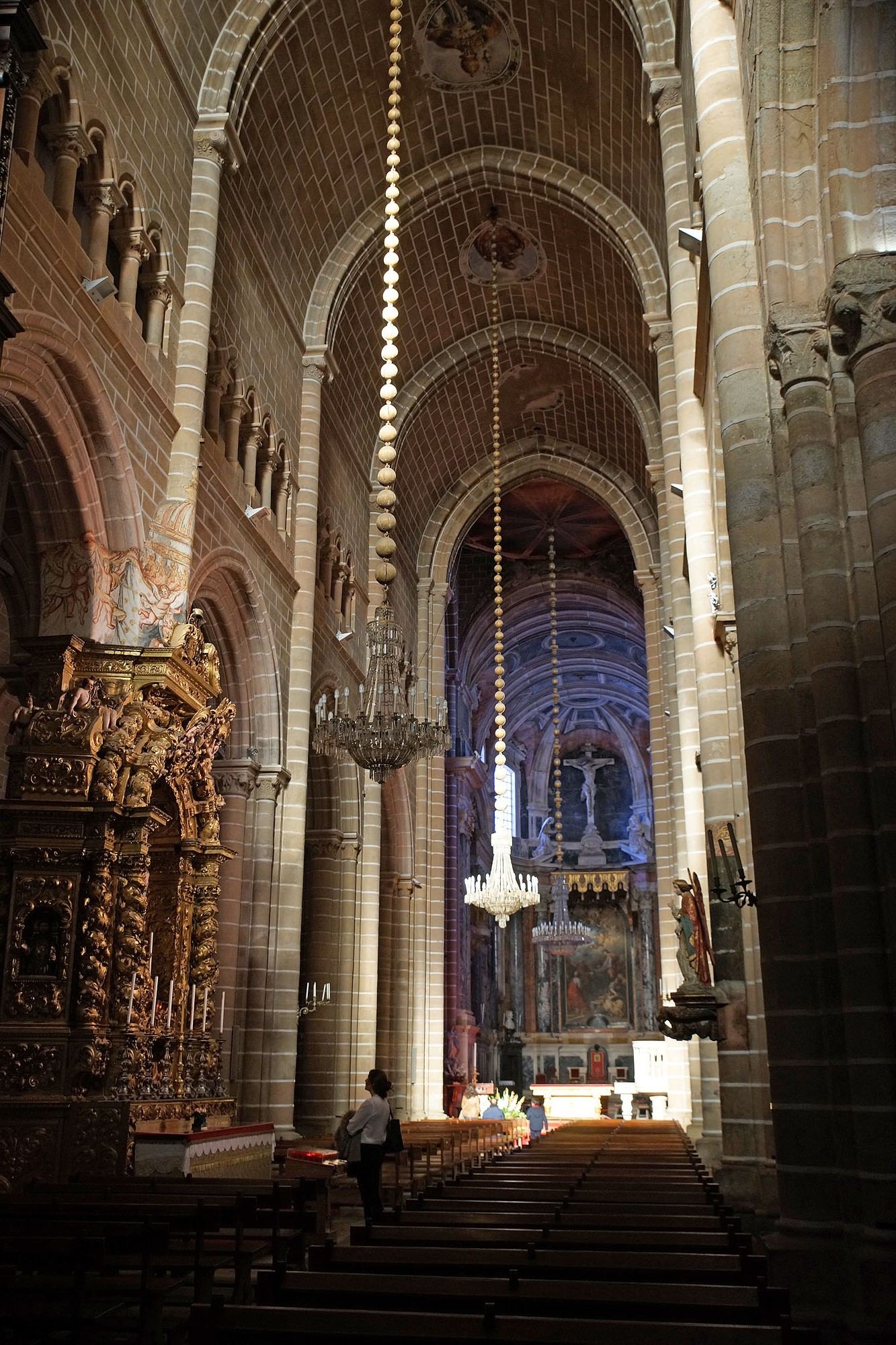
Middenbeuk richting koor, met barokke altaar
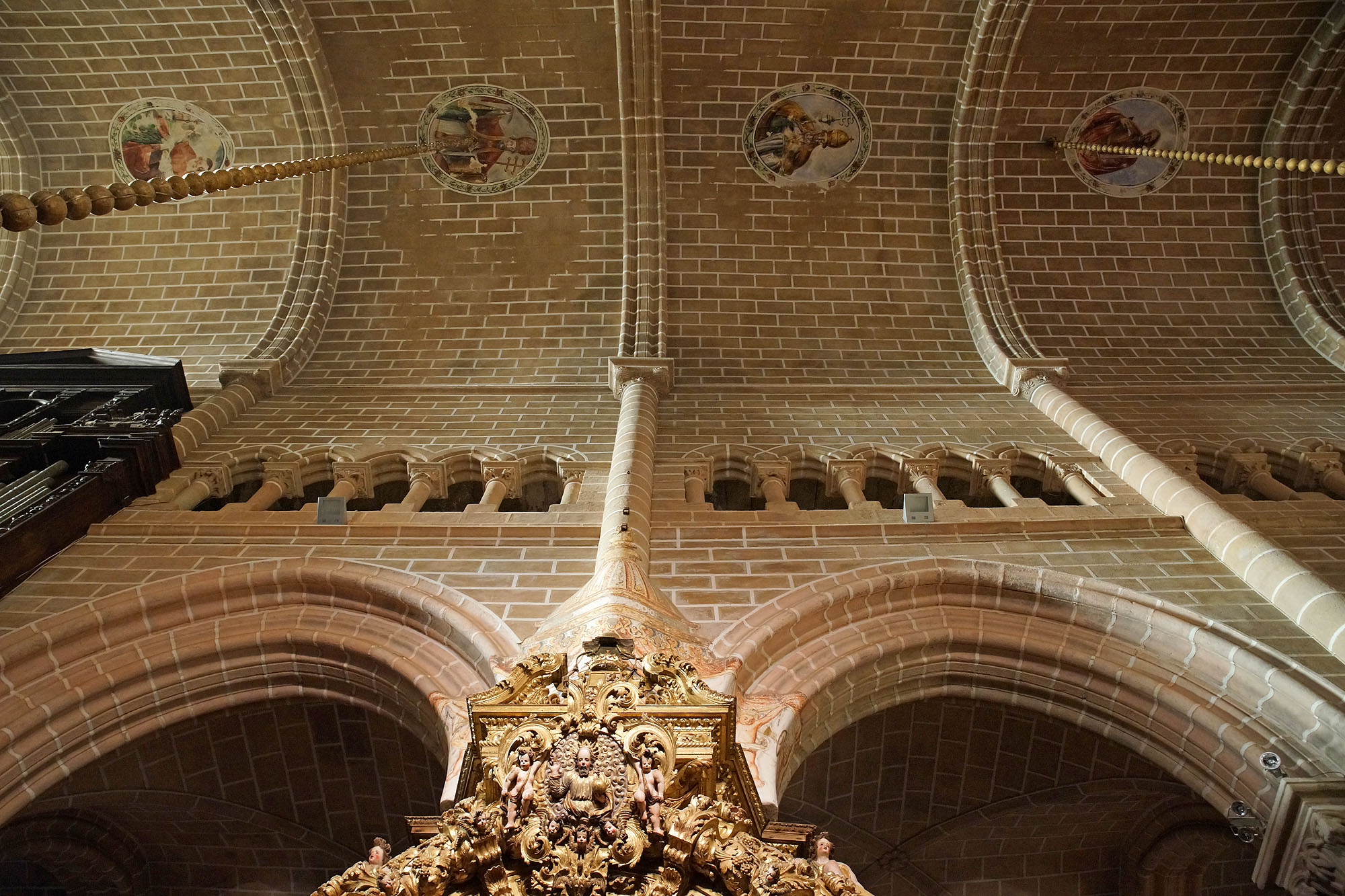
Dakgewelf middenbeuk
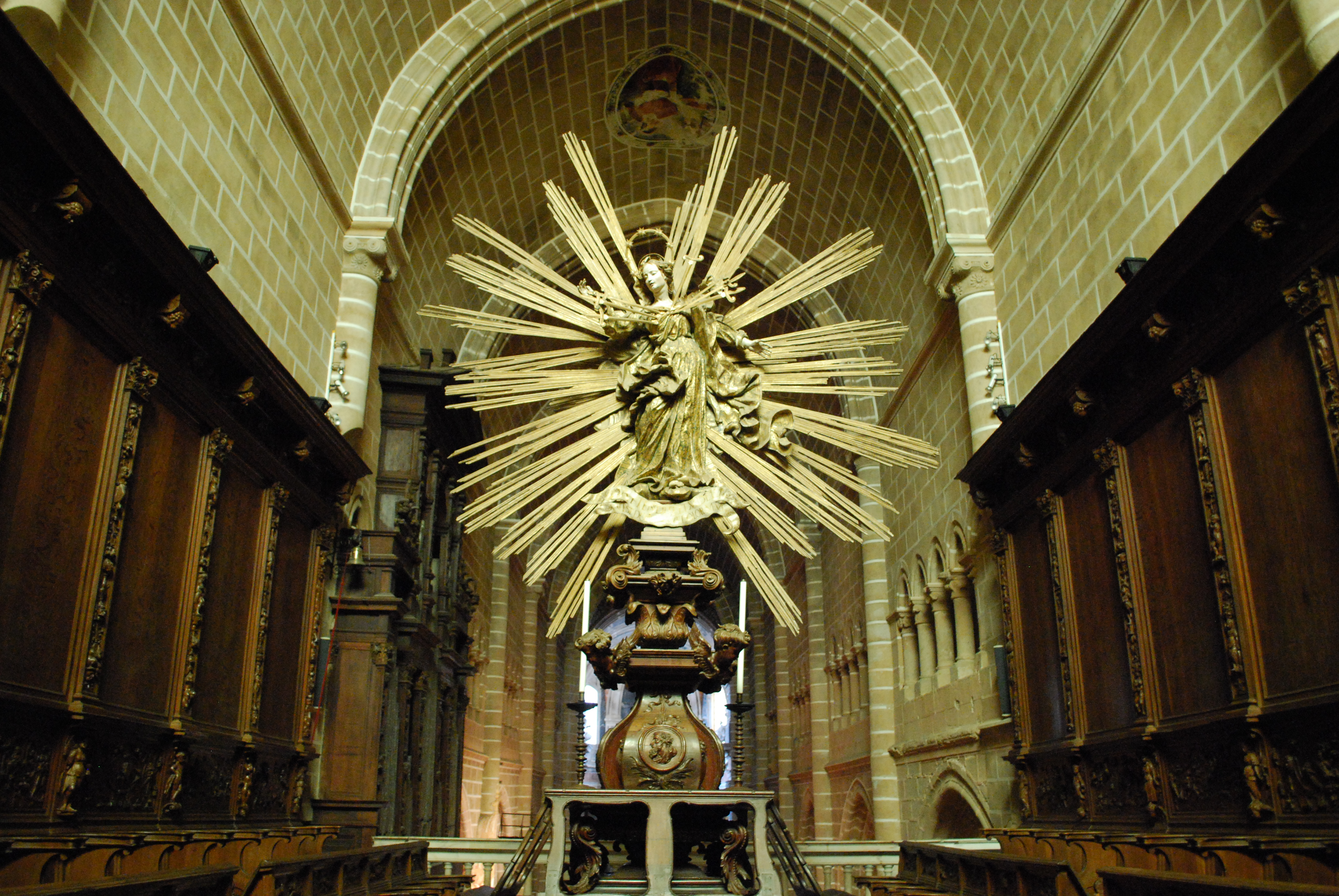
Hoge koor, eikenhouten meubilering
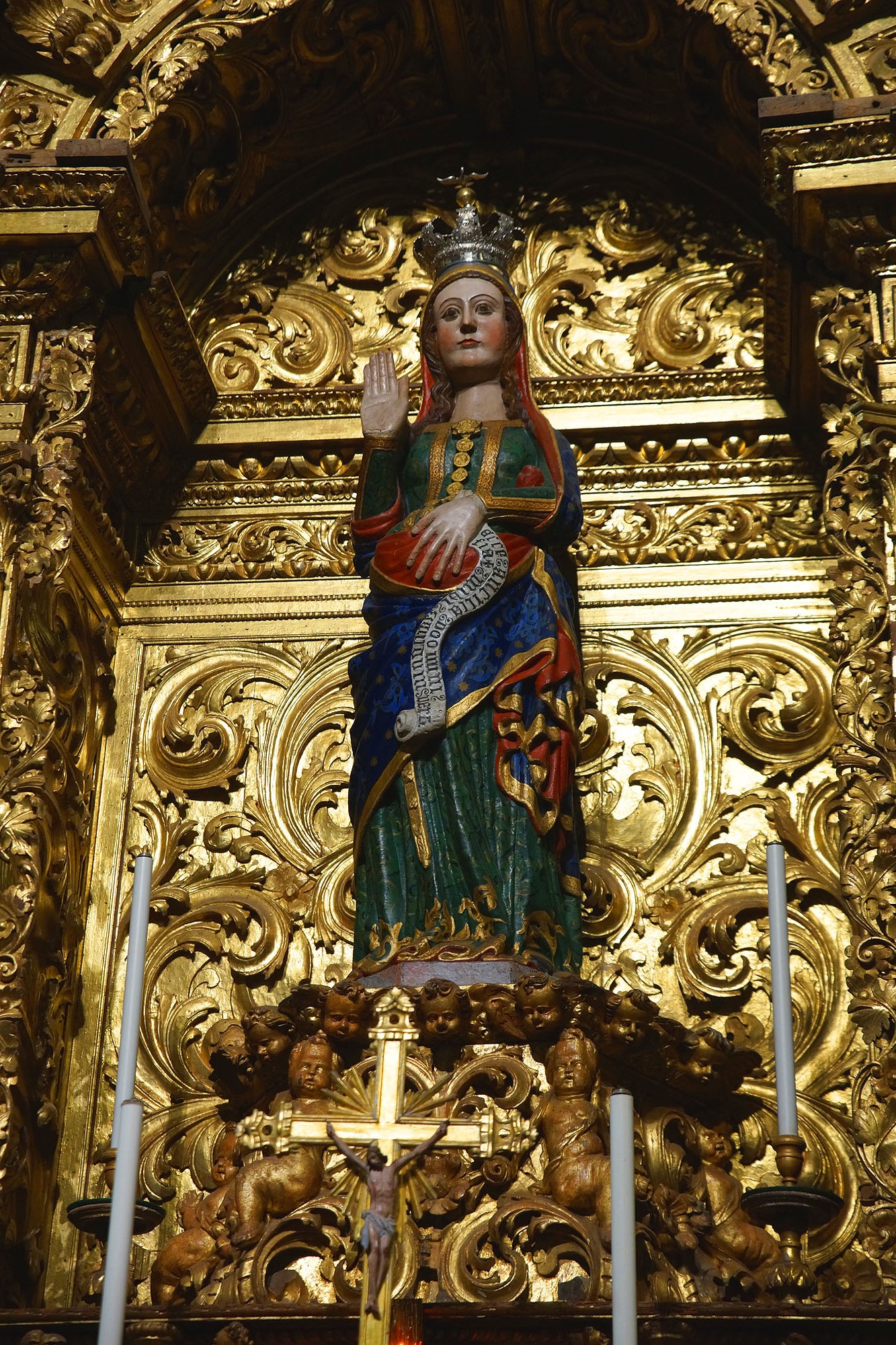
Barokke altaar met zwangere maagd
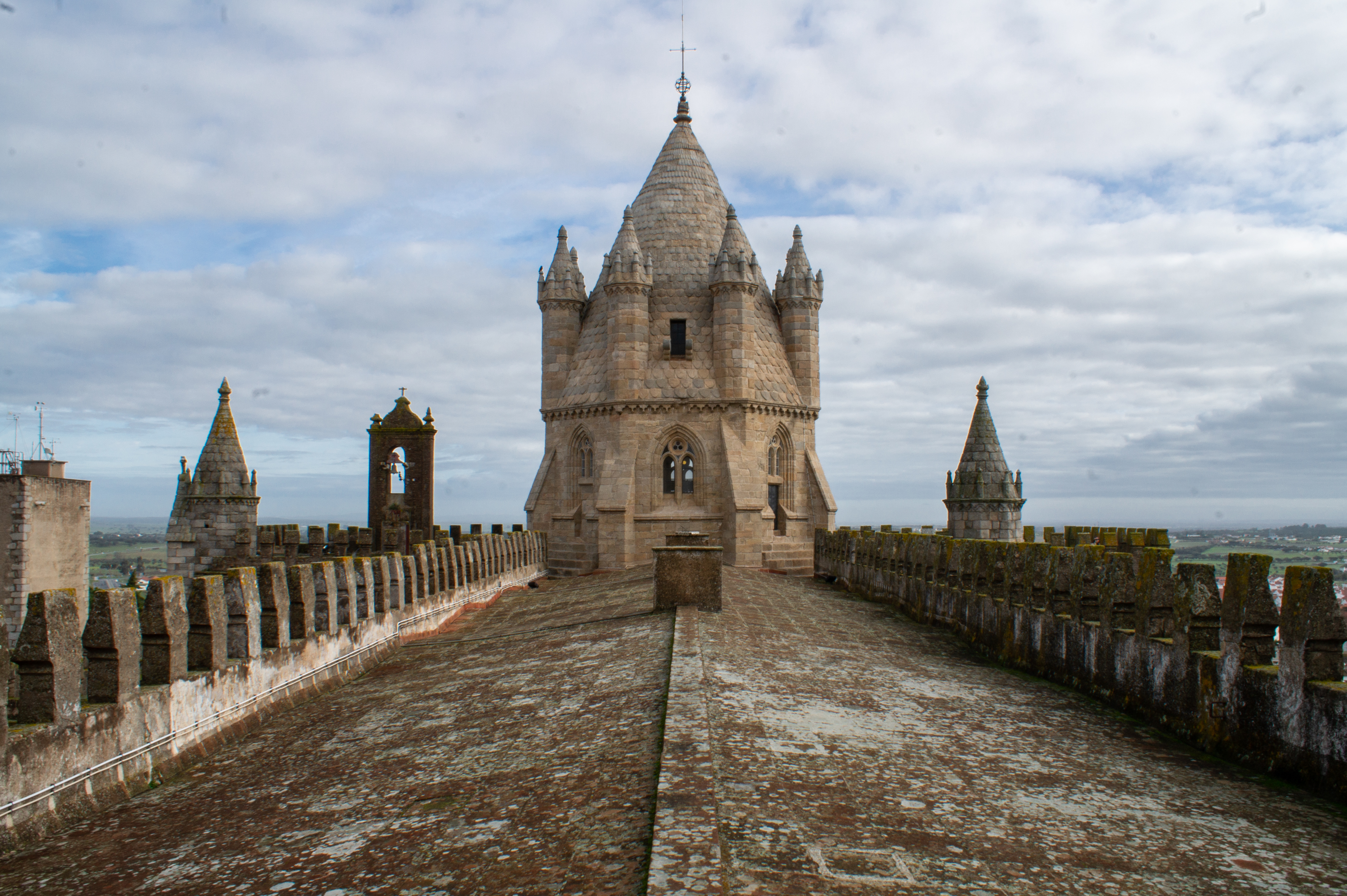
Het dak dat uitzicht biedt, is toegankelijk
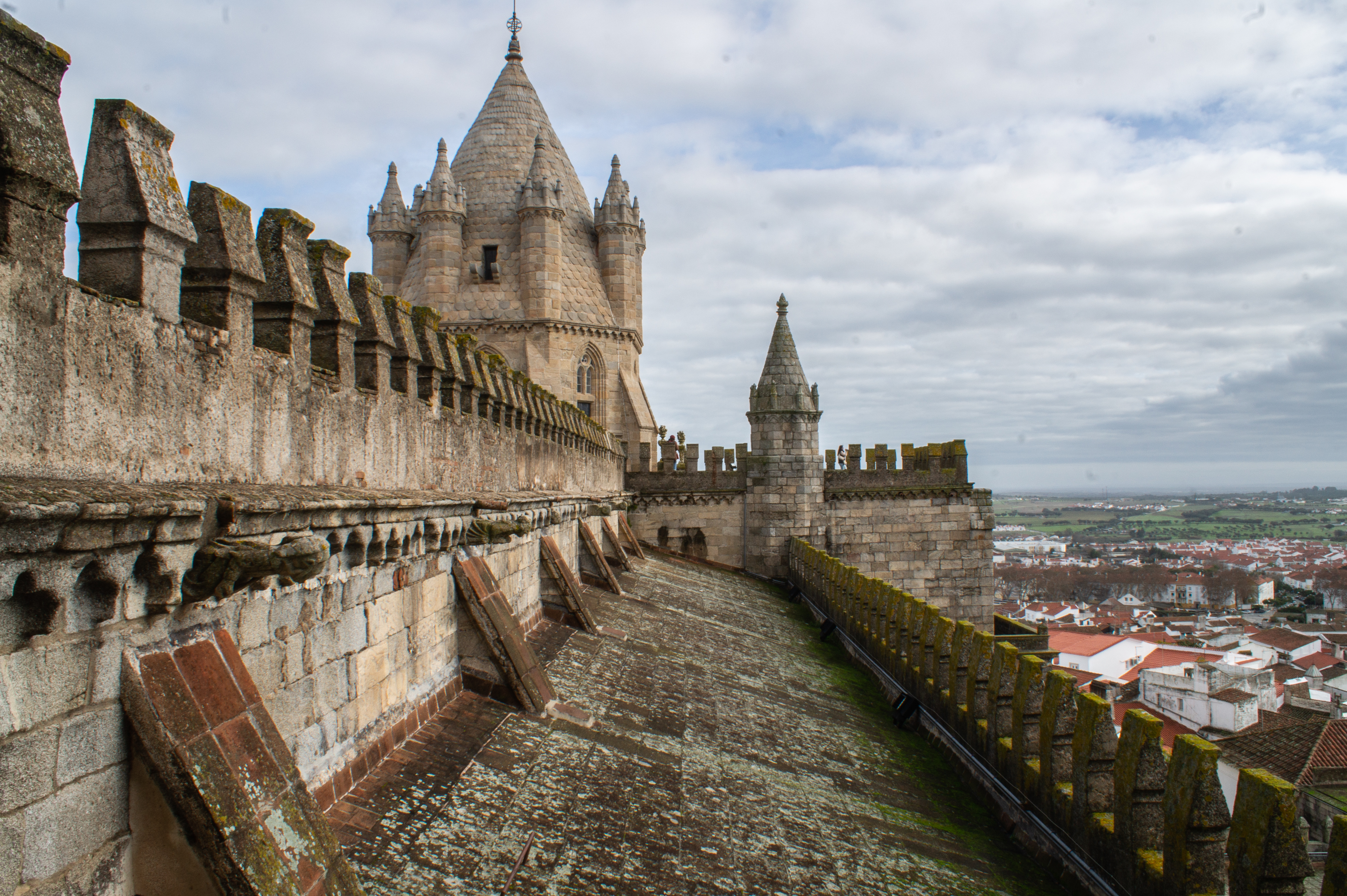
Dak van de zijbeuk
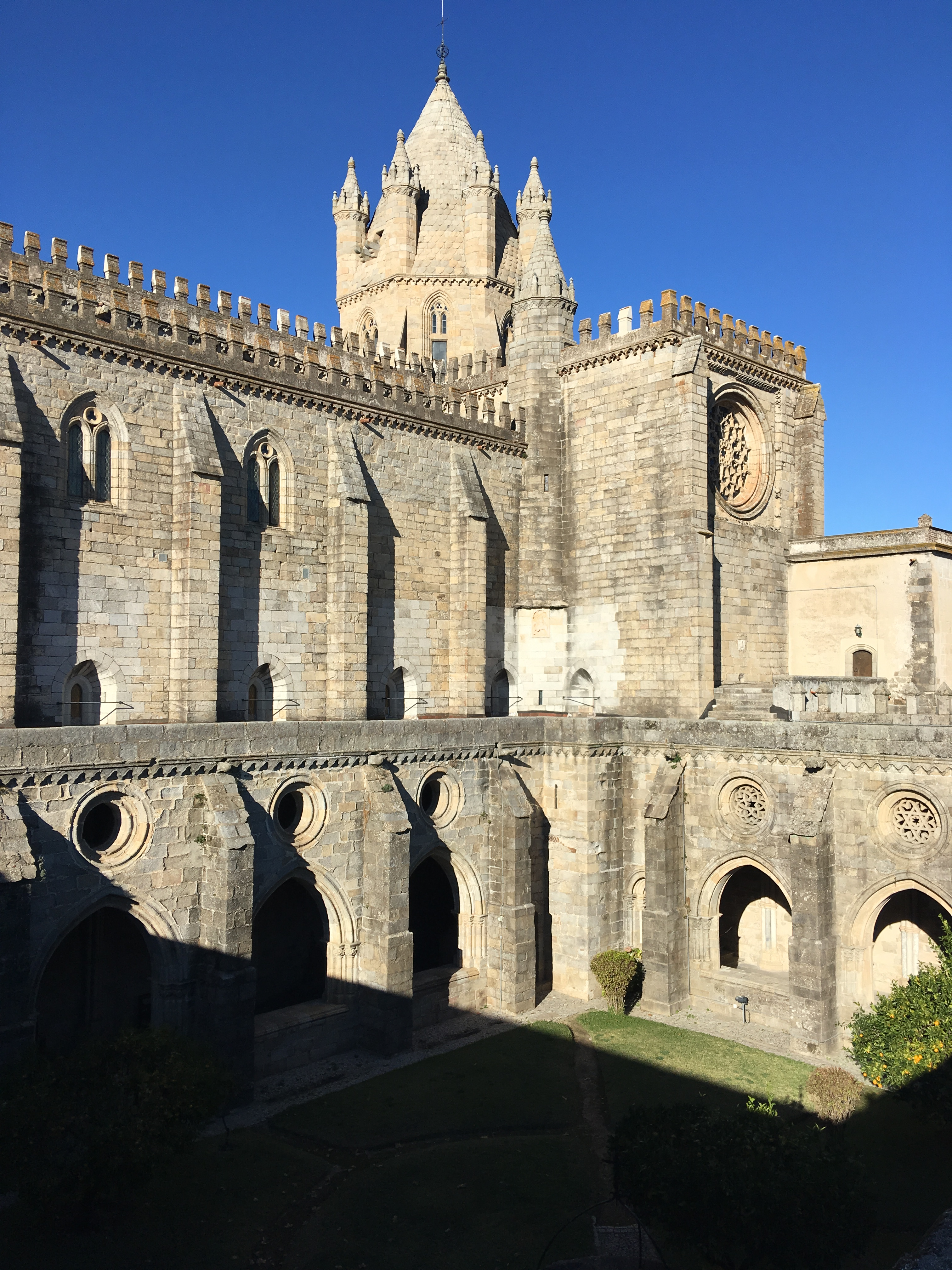
Van onder naar boven: kloostergang met binnentuin, zuidgevel met lichtbeuk bovenaan, transept met roosvenster en vieringtoren.
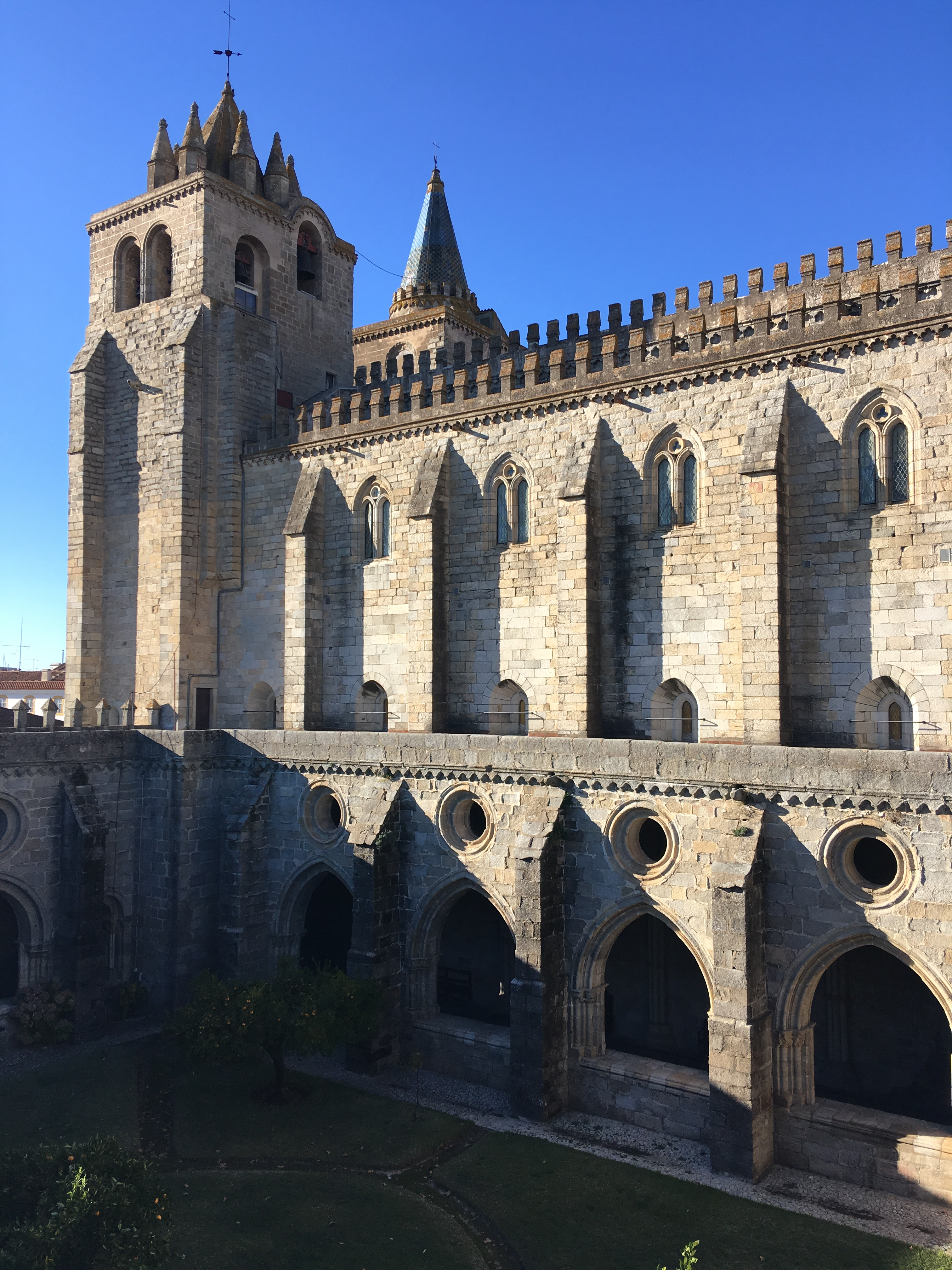
Zuidgevel richting de torens
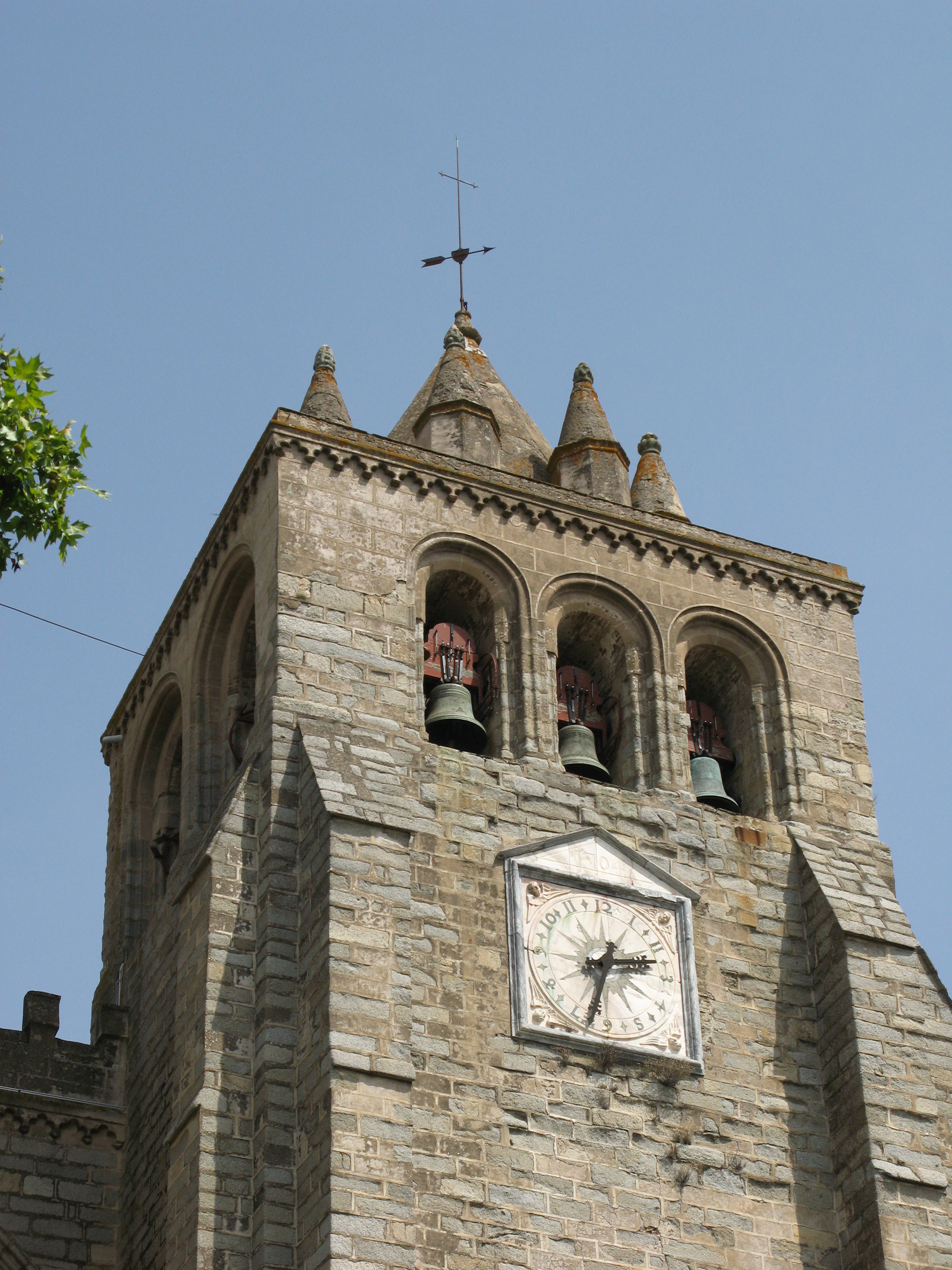
Zuidtoren met uurwerk en klokken
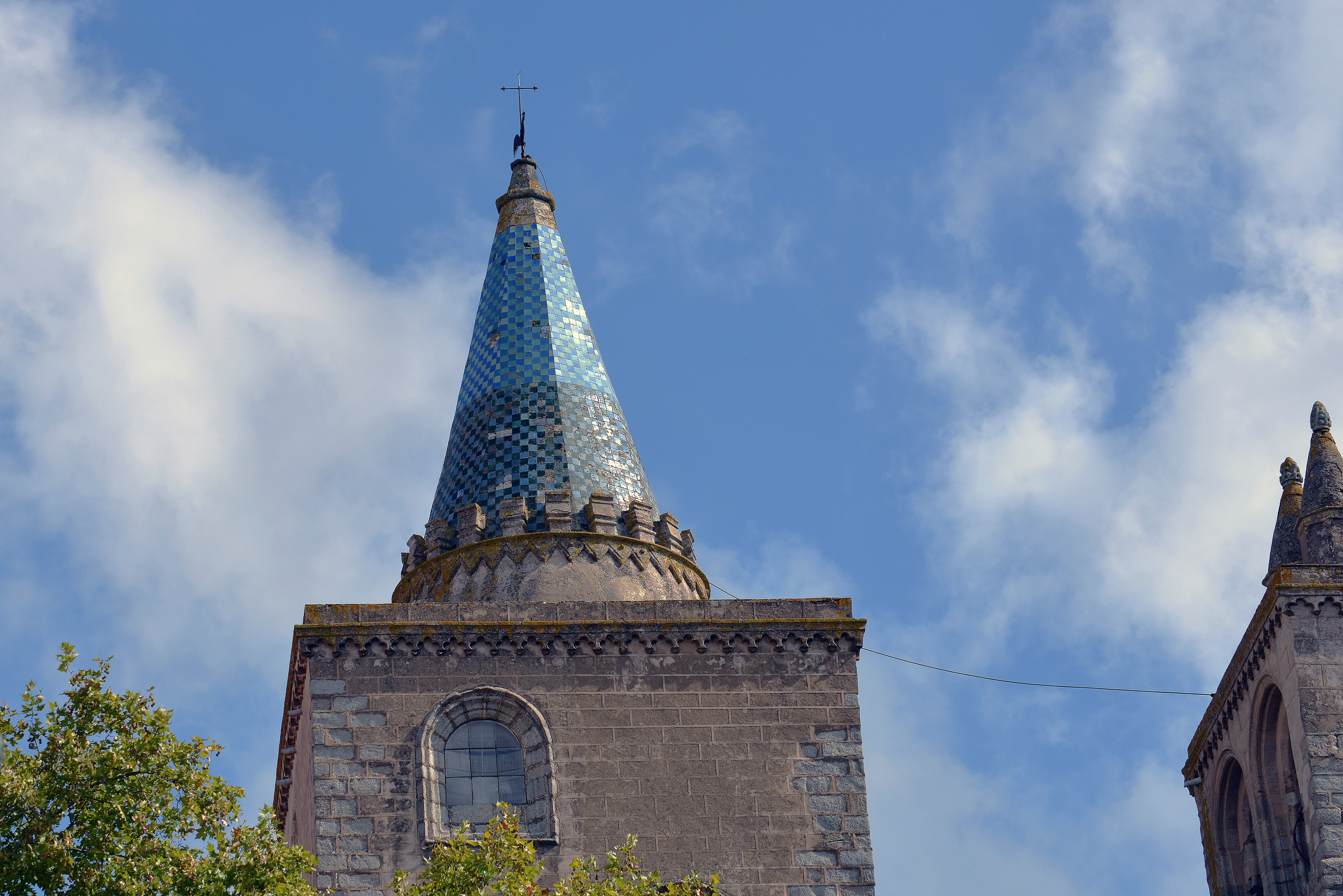
Noordtoren met azulejos
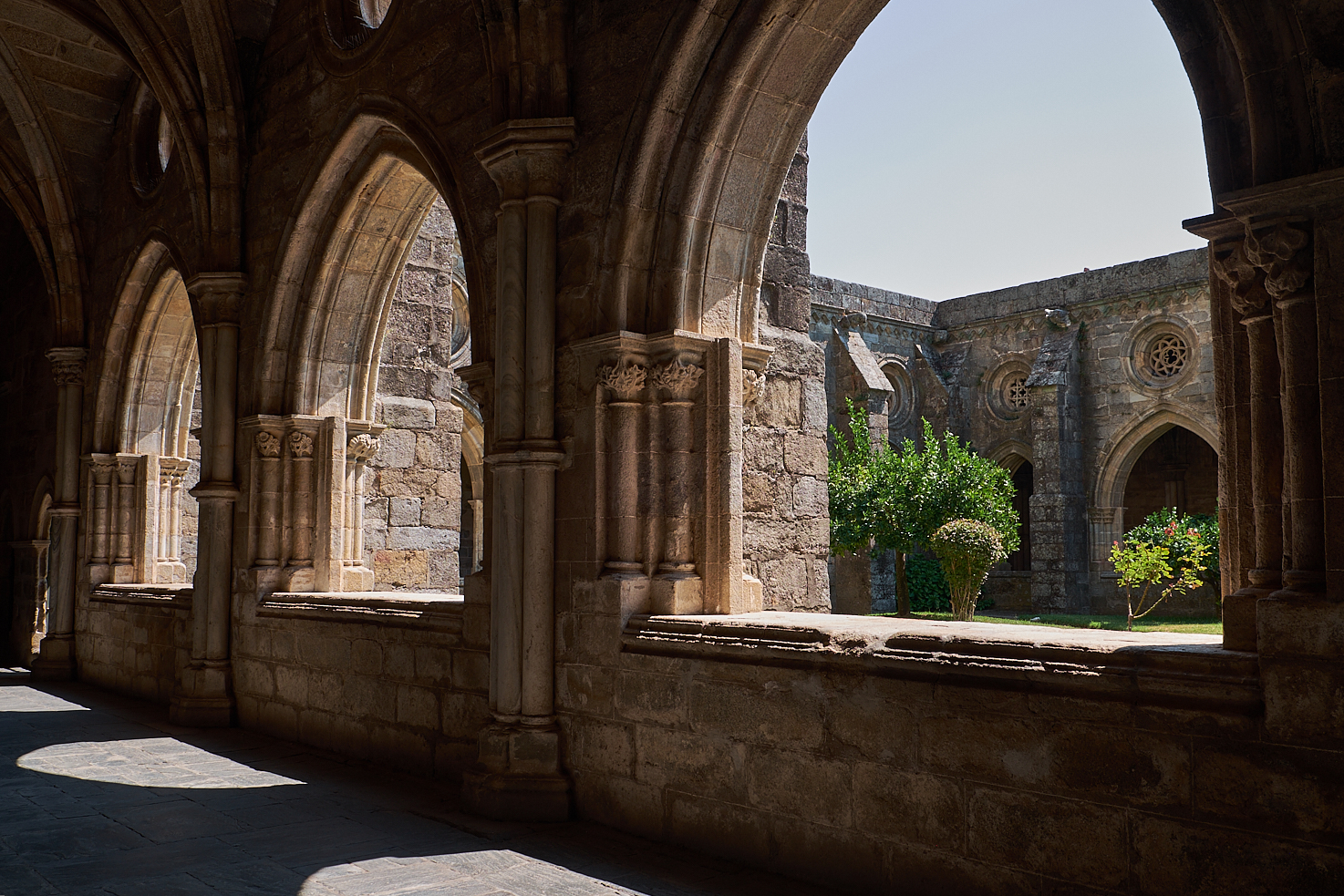
Kloostergang met binnenplaats
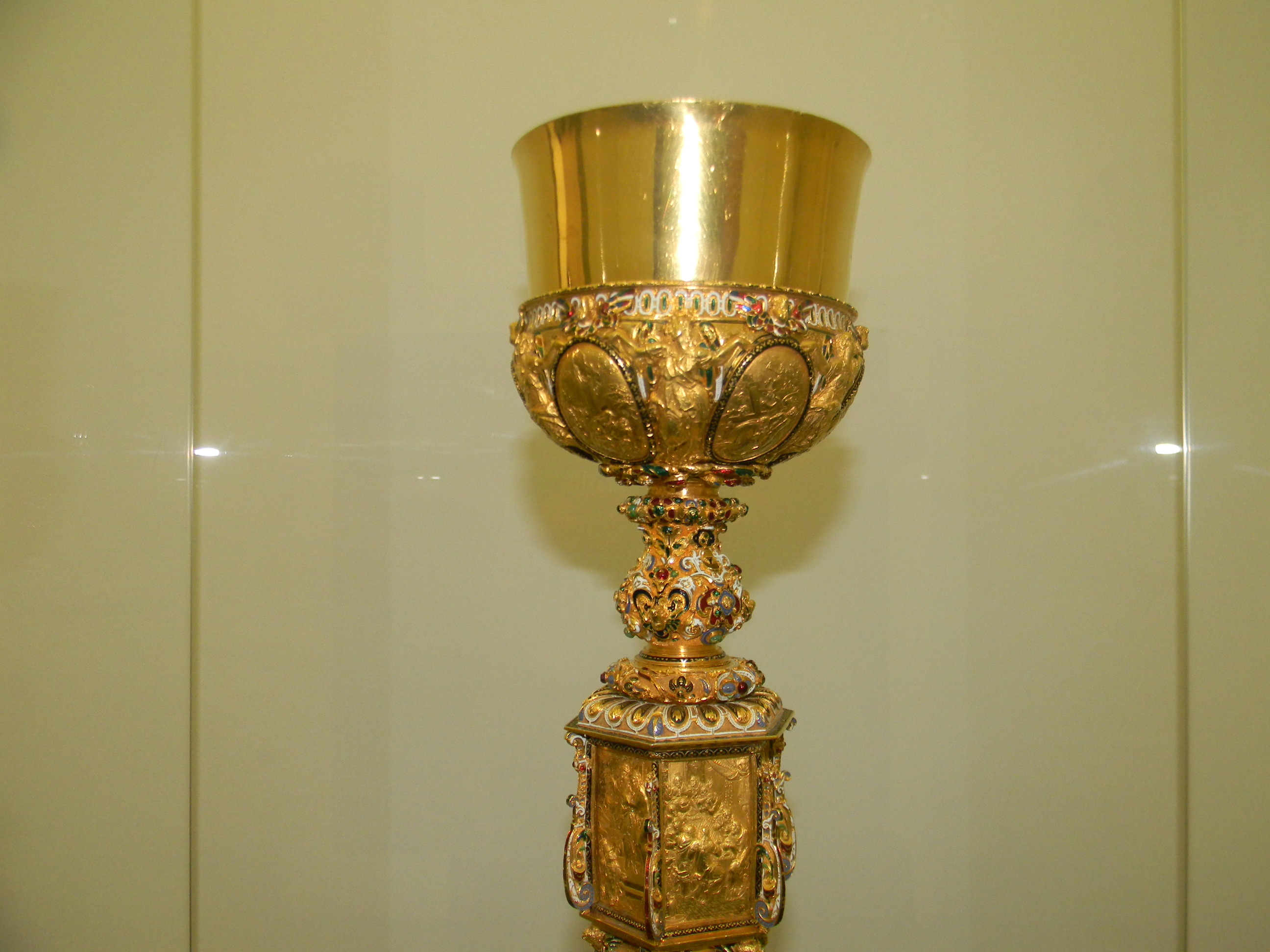
Gouden kelk in schatkamer, 16e eeuw